# Panthera leo azandica
O Leão-do-congo, também conhecido por leão-do-noroeste-do-congo (Panthera leo leo) é uma população de leão que habita as planícies do leste da África, onde é considerado o mais alto predador da savana.  Anteriormente foi considerada uma subespécie de leão sob nome de P. leo azandica, porém em 2017 foi agrupado como parte da subespécie P. leo Leo.

## Distribuição geográfica
A sua distribuição abrange espaços de savana e ecótonos desde a floresta de Uganda até ao nordeste da República Democrática do Congo. A subespécie encontra-se protegida em várias áreas de conservação, incluindo o parque nacional das Cataratas Murchison.

## Descrição
A espécie foi originalmente descrita pelo zoólogo Joel Asaph Allen, dos Estados Unidos, no ano de 1924.